# Луковня
Луко́вня (рос. Луковня) — присілок у складі Подольського міського округу Московської області, Росія.

## Населення
Населення — 9 осіб (2010; 10 у 2002).
Національний склад (станом на 2002 рік):
- росіяни — 100 %